# 雲紋南鱸
雲紋南鱸為輻鰭魚綱鱸形目鱸亞目南鱸科的其中一種，分布於亞洲泰國至印尼淡水、半鹹水流域，本魚體色為褐色，身體散佈數個不規則的斑塊，狀如枯葉，體長可達12公分，棲息在森林溪流底中層，通常單獨活動，屬肉食性，以小魚及甲殼類為食，可做為觀賞魚。